# Rehabilitation von Sehstörungen
Die Rehabilitation von Sehstörungen ist ein Teilbereich der Orthoptik. Orthoptisten, Rehabilitationsfachkräfte und weitere, therapeutisch tätige Berufsgruppen wie die Ergotherapie sind sowohl bei der Rehabilitation Sehbehinderter (Low Vision) als auch in der Rehabilitation von Patienten mit neurogen bedingten Sehstörungen (z. B. nach Schlaganfall oder nach Unfällen) involviert. Dabei ist ein Ziel orthoptischer Rehabilitation, Seh- und Wahrnehmungsdefizite zu minimieren, Strategien zu deren Kompensation zu entwickeln und so erlernte Prozesse im Alltag zu trainieren. Immer häufiger werden auch computerunterstützte Rehabilitationsmethoden eingesetzt.

## Rehabilitation bei Low Vision
Bei fulminanten Erkrankungen des Auges, wie z. B. Makuladegeneration, Netzhautveränderungen, Sehnervenschwund, Trübungen der Linse, der Hornhaut oder des Glaskörpers, Pigmentstörungen, Farbenblindheit und Augenzittern (Nystagmus), erfolgt die Therapie im Rahmen der Rehabilitation in erster Linie durch Anpassen geeigneter vergrößernder Sehhilfen (Brillen, Kontaktlinsen, Kantenfiltergläser). Monokulare, Handlupen, Lupenbrillen, Leuchtlupen, Bildschirmlesesysteme und elektronische Lupen sind weitere Hilfsmittel, die im Rahmen der Versorgung zum Einsatz kommen.
Infolge der zunehmenden Verbreitung von EDV-Anwendungen sind Sehhilfen auch im Computerbereich gefragt. Die einzigen computerunterstützten Anwendungen in diesem Bereich sind bildausschnittsvergrößernde Applikationen und elektronische Lesehilfen (Screenreader), wie sie in Standardsoftware bereits häufig zu finden sind.

## Rehabilitation zentraler Sehstörungen
Laut Indikationskatalog Orthoptik unterteilen sich die zentralen Sehstörungen in drei Teilbereiche:
- Zerebrale Sehstörungen nach erworbenen Hirnschäden
- Sehstörungen bei Retinafunktionsstörungen
- Sehstörungen bei Entmarkungserkrankungen

### Zerebrale Sehstörungen
Nach Schädel-Hirn-Traumata (SHT), bei Hirntumoren bzw. nach deren operativer Entfernung, nach Hirninfarkten, Hirnblutungen oder Sauerstoffmangelversorgung (zerebrale Hypoxie) kann unter Umständen auch das Sehzentrum im Gehirn in Mitleidenschaft geraten – Sehstörungen unterschiedlicher Symptomatik sind die Folge.
Sehschärfenherabsetzung, Doppelbilder, Farbsinnstörungen, Beeinträchtigung der Lesefähigkeit, Sehfeldverlust, Gesichtsfeldausfälle uvm. können auftreten.
Neben den konventionellen Therapieformen, wie wir sie in der Low Vision-Therapie bereits kennen gelernt haben, wird hier auch Sehtraining in der Rehabilitation eingesetzt. Dieses dient der Einübung von Sehanwendungsstrategien, sowie dem Erhalt, aber auch der Rückgewinnung der Lesefähigkeit. Durch visuelle Aktivierung und auch durch Einsatz von computerunterstütztem Schreib-, Lese- und Hemianopsietraining können hier Verbesserungen erzielt werden.

### Netzhautfunktionsstörungen
Bei Makuladegeneration (v. a. altersbedingt) und Retinopathie (Gefäßveränderungen, Blutungen im Auge, z. B. als Folge von Hypertonie und Diabetes), rund 30 % der Erblindungen in der westlichen Hemisphäre sind darauf zurückzuführen, ergeben sich oft gleichartige Krankheitsbilder wie bei den zerebralen Sehstörungen. In diesem Bereich werden hauptsächlich konventionelle Therapiemethoden (optische Hilfen) angewendet.

### Entmarkungserkrankungen
Auch bei den Sehstörungen infolge von Entmarkungserkrankungen (z. B. Multiple Sklerose) bietet die Therapie in erster Linie den Einsatz optischer Hilfsmittel an, die die Symptome (ähnlich wie bei den beiden anderen Erkrankungen) mildern sollen.

### Rehabilitation hirngeschädigter Patienten mit zerebralen Sehstörungen
Die häufigste Sehstörung nach Hirnschädigung stellen homonyme Gesichtsfeldausfälle dar. Die visuelle Orientierung sowie die Lesefähigkeit werden hierbei erheblich vermindert.
Homonyme Gesichtsfeldausfälle bringen zwei Hauptprobleme mit sich:

#### Hemianope Lesestörung
1. Patienten mit dieser Lesestörung überspringen Zeilen, lassen Teile einer Zeile aus, lesen langsam oder nur überblicksartig und deren Lesedauer ist gering.
2. Um die Lesetechniken zu verbessern, werden Übungen zur Erleichterung des Zeilensprungs, zum Lesen von Zahlen und zum Suchen von Textstellen durchgeführt.
3. Als Nächstes werden Lesetrainings absolviert, bei denen die Wortlängen, die Positionen der Worte am Bildschirm, die Anzahl der Worte und die Erscheinungsdauer der Worte am Bildschirm variieren. Außerdem wird der Schwierigkeitsgrad des Textes erhöht.
4. Zuletzt wird versucht, den Patienten das Lesen in Büchern und Zeitschriften sowie das Schreiben von Texten am Computer zu erleichtern. Eine Steigerung der Lesedauer wird ebenfalls kontinuierlich angestrebt.

#### Visuelle Explorationsstörung
1. Alltagsprobleme wie das Übersehen von Personen, Hindernissen usw. und dadurch das Anstoßen daran sowie Orientierungsprobleme in Menschengruppen und auf Plätzen machen den Patienten einer visuellen Explorationsstörung zu schaffen. Die Augenbewegungen des Patienten im blinden Bereich sind verkleinert, unorganisiert und die Anzahl der Bewegungen ist zu gering.
2. Durch ein Training von sakkadischen Blickbewegungen in das blinde Halbfeld wird das Blickfeld vergrößert und die Geschwindigkeit der Suchbewegung und -erfassung gesteigert. Sakkaden sind die schnellen und ruckhaften Bewegungen, mit denen das Auge bewusst von einem Fixationspunkt zum nächsten bewegt wird.
3. Indem die visuelle Suche im Raum systematisiert wird, verhilft das dem Patienten zu einer besseren räumlichen Orientierung und zu einer Steigerung des Suchtempos.
4. Schlussendlich sollte es dem Patienten durch das Gesichtsfeldtraining möglich sein einige alltagsrelevante Dinge zumindest besser als vorher erledigen zu können (z. B. Orientierung in Gebäuden und Stadtteilen, Besorgungen erledigen und die dazugehörigen Vorgänge wie Benutzung öffentlicher Verkehrsmittel und Straßenüberquerung, Zurechtfinden auch in fremder Umgebung).

Zusätzlich zu den genannten Problemen kann auch ein visueller Neglect auftreten (meistens links), bei dem der Patient eine Raumhälfte „vergessen“ zu haben scheint. Die Therapie erfolgt wie bei der visuellen Explorationsstörung durch Sakkadentraining.
Eine weitere Sehbeeinträchtigung stellt die Fusionsstörung dar. Die Bilder, die jedes Auge dem Gehirn überträgt, werden nicht zusammengesetzt, sondern existieren als Einzelbilder weiter. Die Therapie erfolgt durch Übungen am Chiroskop oder dem Fusionstrainer nach Keller.

## Klassische Übungen
Bei den Übungen ist darauf zu achten, dass der Kopf stets gerade ist, denn gerade Patienten mit visuellen Explorationsstörungen bewegen automatisch den Kopf, um das fehlende Gesichtsfeld auszugleichen und somit das blinde Halbfeld zu kompensieren.
Eine Übungseinheit wird etwa 45 bis 60 Minuten durchgeführt und das zweimal in der Woche, eine Trainingsserie umfasst ca. 10 bis 15 Einheiten, kann aber auch verlängert oder mangels Motivation unterbrochen werden. Um eine möglichst hohe Effizienz zu gewährleisten, wird das Training an den Patienten in Bezug auf Rehabilitationsfortschritt und Fähigkeiten angepasst.
Hier setzt die Anwendung des Computers zur Unterstützung der Rehabilitation ein.
Die Übungen finden vorwiegend in den orthoptischen Akademien bzw. Rehabilitationsstationen statt, die Patienten bekommen teilweise aber auch Hausübungen, die zur weiteren Übung und zum häufigeren Trainieren dienen.

### Muskeltrainer
Diese Art der Therapie geht auf Christine Paul zurück und verfolgt das Grundprinzip der Ausführung von Augenbewegungen ohne Kopfbewegung. Hierfür wird ein an einer Schnur aufgehängter Ball oder einfach ein zu verfolgender Punkt so bewegt, dass die Aufmerksamkeit ins blinde Gesichtsfeld gelenkt wird. Ziel des Trainings ist Augenbewegungen ins blinde Halbfeld geschmeidig und beständig durchführen zu können.

### Sakkadentraining
Bei diesem Training werden kleine und große Sakkaden trainiert. Um die sakkadischen Suchbewegungen ins blinde Halbfeld zu vergrößern, übt man am Goldmann-Perimeter. Dabei soll der Patient mit beiden Augen die Mitte einer Halbkugel fixieren. Danach soll der Patient einen Lichtpunkt, der vom Orthoptisten an einer Stelle im verlorenen Gesichtsfeld platziert wird, mit einer großen Sakkade erreichen. Die Lichtpunkte werden nacheinander an verschiedenen Orten platziert.
Bei dieser Übung kann auch ein Computer eingesetzt werden, der den Fixationspunkt und die Lichtpunkte darstellt, wobei die Lichtpunkte je nach Schwierigkeitsgrad leichter systematisch mit akustischem Hinweis oder schwieriger angezeigt werden können. Dies entspricht im Grunde dem Explorationstraining am ELEX-Gerät (elektronisch gesteuertes Lese- und Explorations-Gerät).

### Lesetraining
Auch hier erfolgt die Therapie am ELEX-Gerät, jedoch bei dieser Übung läuft ein einzeiliger Text von links nach rechts über den Bildschirm. Der Patient hat die Aufgabe, das Wort in der Mitte des Bildschirms zu erfassen und vorzulesen, wobei sich Zeichengröße, Zeichenabstand und Laufgeschwindigkeit verändern lassen.
Mit dem ELEX-Gerät hat der Computer schon Anwendung in manchen Übungen gefunden, doch mit einer entsprechend entwickelten Software könnte jeder Computer diese Übungen durchführen. Die Anschaffung eines ELEX-Gerätes wäre nicht mehr notwendig.

### Explorationstraining
Neben dem Explorationstraining am ELEX-Gerät gibt es auch das Explorationstraining nach Münßinger/Kerkhoff. Münßinger und Kerkhoff haben Therapiematerial im Umfang von 260 Papiervorlagen entwickelt, das für die Behandlung von visuellen Explorationsstörungen eingesetzt werden kann. Es umfasst acht Aufgabengruppen mit verschiedenen Schwierigkeitsgraden. Auf den Vorlagen sind verschiedene geometrische Figuren und Formen abgebildet, die es zu erkennen gilt. Genau genommen geht es um die Orientierung auf den einzelnen Vorlagen, denn der Patient soll sich eine ökonomische Such- und Blickstrategie aneignen und eine Beschleunigung des Suchtempos trainieren. Dabei werden Übungen wie das Zählen und Auffinden von Figuren und Formen sowie das Vergleichen von Objekten je nach Schwierigkeitsgrad in simpler Anordnung in Spalten und Zeilen oder komplexer Anordnung durchgeführt.

### Reha-Sehtraining nach Christine Paul
Grundlegendes Ziel des Reha-Sehtrainings ist die Erhaltung bzw. Rückgewinnung der Lesefähigkeit. Durch die Förderung der Reize, die den Tastsinn betreffen, z. B. durch Spiele usw., wird aber auch die Hand-Auge-Koordination verbessert. Das Training beinhaltet Übungsunterlagen, die in zehn Lektionen gegliedert sind, welche in ansteigendem Schwierigkeitsgrad durchgeführt werden. Wichtig ist dabei, dass der Patient weder über- noch unterfordert ist, gegebenenfalls können Lektionen ausgelassen oder länger durchgenommen werden. Der Patient hat unter anderem Aufgabenstellungen wie Ausstreichübungen, Kreuzworträtsel, Lesewörter, Zahlen verbinden, Figuren zum Nachzeichnen, Schreibtraining, Wörterquiz und Suchbilder zu lösen. Hausübungen sowie Spiele wie Domino, Memory und Puzzles sind nützliche Erweiterungen für das Reha-Sehtraining.

### Spiele
Nicht nur Spiele wie Domino oder Memory können für die Rehabilitation eingesetzt werden, verschiedenste Gesellschaftsspiele eignen sich sehr gut für den Einsatz bei der Behandlung. Diese bieten nicht nur eine Abwechslung, sondern fördern auch das visuelle Erkennen von Strategien und Mustern, das Differenzieren von geringen Bildunterschieden und das Überblicken von Situationen.

## Alltagsorientierte Therapiemaßnahmen

### Orientierungs- und Mobilitätstraining
Fachkräfte für Orientierung und Mobilität erarbeiten gemeinsam mit ihren Klienten praktische Strategien für die Orientierung und Mobilität im Alltag. Beispielsweise werden Strategien eingeübt, wie man sich in der Stadt bewegen kann und wie man den öffentlichen Verkehr benutzen kann.

### Unterstützung durch eine Low Vision Fachkraft
Low-Vision-Fachkräfte können die Betroffenen darin beraten, wie das noch vorhandene Sehvermögen durch optische Hilfsmittel oder spezielle Techniken (z. B. Exzentrisches Sehen) möglichst effektiv genutzt werden kann.

### Unterstützung durch eine Fachperson für Lebenspraktische Fertigkeiten
Fachpersonen für Lebenspraktische Fertigkeiten üben mit Betroffenen Strategien für Alltagssituationen wie beispielsweise das Kochen ein. Sie können Betroffene darin beraten, welche Hilfsmittel geeignet sind.

### Ergotherapie
Das Ziel der Ergotherapie ist das Erlangen größtmöglicher Selbstständigkeit im Alltag. Gemeinsam mit Betroffenen wird abgeklärt, welche Hilfsmittel im Alltag unterstützen können. Spezifische Tätigkeiten, wie beispielsweise das Lesen oder Haushaltstätigkeiten, können praktisch durchgeführt werden. Die Ergotherapeutin oder der Ergotherapeut unterstützt Betroffene darin, geeignete Strategien für diese Tätigkeiten zu finden. Besonders für ältere Menschen mit Sehbehinderungen ist die Ergotherapie geeignet. Sie können abklären, wie anhand der Wohnungseinrichtung das Sturzrisiko gesenkt werden kann, und praktische Maßnahmen empfehlen oder durchführen.

## Computerunterstützte Übungen
Beim Computereinsatz in der Rehabilitation visuell Geschädigter wird grundsätzlich von zwei verschiedenen Therapieansätzen ausgegangen.

### Visuelle Restitutionstherapie
Die Visuelle Restitutionstherapie setzt durch Reizübermittlung an die Randzonen des zerebralen Defekts auf den Neuaufbau neuronaler Komplexe. Derartige Restitutionen können mit Hilfe dieser Therapie auf Grundlage der Neuroplastizität trainiert werden. Die klinische Wirksamkeit der Therapie wurde in zahlreichen Studien nachgewiesen. Die gewonnenen Daten belegen, dass sich bei etwa zwei Dritteln der Patienten die Sehfähigkeit nach einem halben Jahr Training signifikant verbessert. Eine Studie mit 24 Patienten kam zu dem Ergebnis, dass die Patienten nach sechs Monaten Training 63 Prozent der Lichtreize wahrnehmen konnten – im Vergleich zu nur 54 Prozent vor Trainingsbeginn. Wird das Training verlängert, kann zudem eine weitere Verbesserung der Sehfähigkeit, die auch nach Therapieende stabil anhält, erzielt werden.

### Kompensationstherapie
Der zweite Ansatz für die Therapie visuell Geschädigter mit Hilfe von Computern ist die Kompensation der „verlorenen“ Fähigkeiten. Dabei wird versucht, durch Exploration – Erkundung des gestörten Blickfeldes – und durch Sakkaden – ruckhafte Augenbewegungen in die gestörte Zone – den Ausfall des Gesichtsfeldes zu kompensieren.